# Thresher (U-Boot, 1961)
Die Thresher (SSN-593) war ein nuklearbetriebenes U-Boot der United States Navy und gehörte der nach ihr benannten Thresher-Klasse an. Das 1961 in Dienst gestellte Boot ging am 10. April 1963 etwa 350 Kilometer vor Cape Cod an der Ostküste der Vereinigten Staaten bei Tauchtests verloren, wobei 129 Männer umkamen. Damit war die Thresher das erste gesunkene Atom-U-Boot.
Als Grund für den Untergang wird ein unkontrollierbarer Wassereinbruch vermutet. Durch einen in der Folge aufgetretenen Kurzschluss schaltete sich der Reaktor automatisch ab und ließ damit den Antrieb des Bootes ausfallen, woraufhin die Thresher unter ihre Zerstörungstiefe sank. Nach längerer Suche konnte die US Navy das Wrack aufspüren und Fotos anfertigen, die zeigten, dass der Druckkörper beim Sinken noch stabil war und erst in einer großen Tiefe vom steigenden Wasserdruck zerdrückt wurde.
Noch heute liegt das Wrack in ca. 2500 Metern Tiefe auf dem Meeresgrund. Über austretende radioaktive Stoffe ist nichts bekannt.

## Technik
Die erste Einheit der Thresher-Klasse war knapp 85 Meter lang, 9,8 Meter breit und verdrängte getaucht 3.770 Tonnen. Das von einem Druckwasserreaktor getriebene Boot erreichte Geschwindigkeiten von 30 Knoten und hatte auf Grund des Atomantriebs globale Reichweite. Die Bewaffnung bestand aus vier im Bug etwa auf Höhe des Turms angebrachten Torpedorohren, aus denen neben Torpedos auch UUM-44 Subroc abgefeuert werden konnten. Die Besatzungszahl lag im Einsatz bei 16 Offizieren und 96 Mannschaften.
Die Thresher war Typschiff einer neuen Generation von U-Booten, die speziell zur Jagd auf andere U-Boote geplant wurde. Dazu konnte das Boot aufgrund seiner Bauweise mit der neuen Stahllegierung HY-80 mit 1300 Fuß (400 Meter) tiefer tauchen als irgendein anderes Boot der US Navy zu dieser Zeit und besaß zusätzlich die besten erhältlichen Sonaranlagen, was das Boot zusammen mit seinem leisen Antriebssystem zum besten „heimlichen Jäger“ seiner Zeit machte.
Die Baukosten lagen bei etwa 55 Millionen US-Dollar.

## Name und Insigne

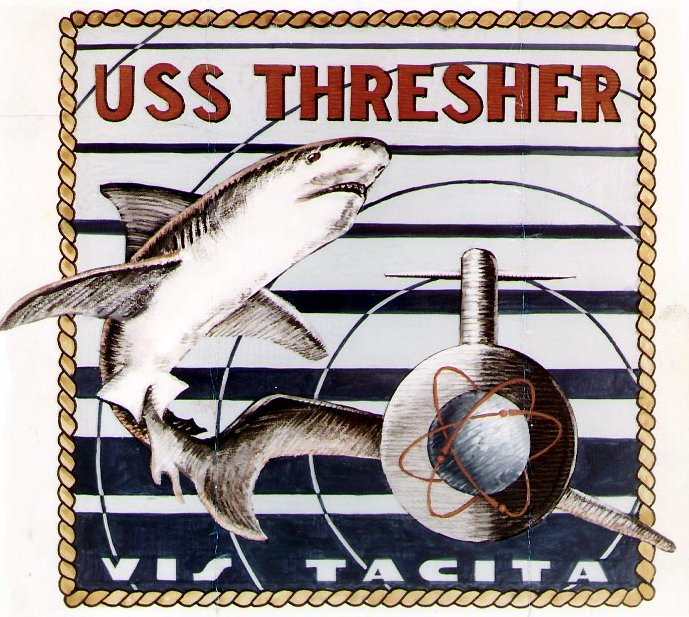
Insigne

Die Namensgebung der Thresher folgte der Tradition der Navy, Unterseeboote nach Meerestieren zu benennen. So stand für dieses Boot der Gemeine Fuchshai Pate, ein Hai mit einer sehr langen Schwanzflosse, der auch „Drescherhai“ oder auf Englisch „thresher shark“ genannt wird. Diesen Namen trug bereits ein U-Boot im Zweiten Weltkrieg, das auf 13 Patrouillen mehrere japanische Schiffe versenken konnte, die Thresher (SS-200).
An den namensgebenden Hai und an die Fähigkeiten des Bootes lehnt sich auch die Insigne der Thresher an. Diese ist quadratisch und von einem Tau umrundet. Im Hintergrund sind blaue Streifen auf weißem Grund zu sehen, die die große Tauchtiefe der Thresher symbolisieren. Das U-Boot selbst ist unten rechts zu sehen, es zeigt mit dem Bug direkt auf den Betrachter. Im Rumpf ist das Symbol für die Kernkraft zu sehen, was die Antriebsart veranschaulicht. Außerdem sendet das Boot Sonarwellen aus, was seine Fähigkeit zum Aufspüren anderer Schiffe symbolisiert. Links über dem Unterseeboot ist ein Fuchshai zu sehen, dessen charakteristische Schwanzflosse hinter der Thresher herführt. Ganz unten befindet sich der lateinische Schriftzug Vis tacita, zu Deutsch lautlose Stärke. Dieses offizielle Motto lehnt sich ebenfalls an die Leistungsfähigkeit der Thresher an.
Nach dem Namen folgt der Typ und die „Hull-Number“. Im Fall der Thresher ist dies SSN für Ship Submersible Nuclear, die Klassifizierung für Jagd-U-Boote, und die 593. Das bedeutet, dass die Thresher das 593. U-Boot in der Geschichte der US Navy war.

## Geschichte

### Bau

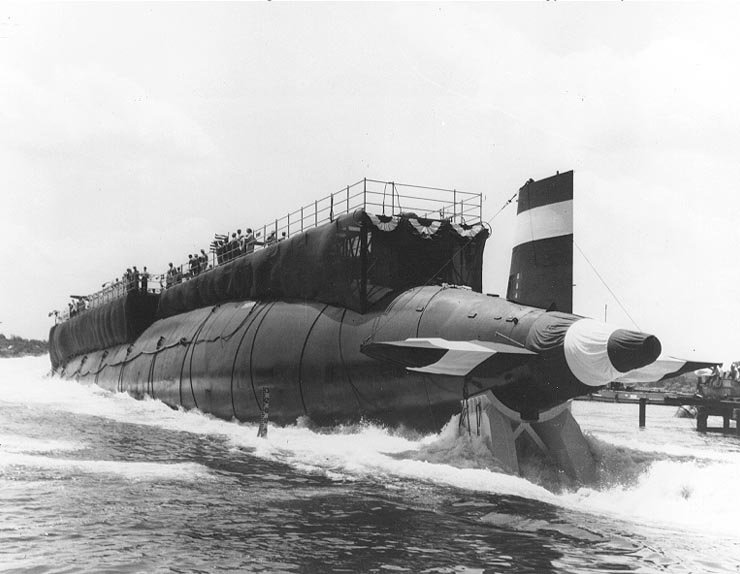
Stapellauf Bug voraus

Der Auftrag, die Thresher zu bauen, erging Anfang 1958 an die Portsmouth Naval Shipyard. Auf deren Werft in Kittery (Maine) wurde am 28. Mai 1958 der Kiel des Bootes gelegt. Am 9. Juli 1960, also nach knapp 25,5 Monaten, wurde der Rumpf fertiggestellt und der Stapellauf des Schiffes fand statt. Die Thresher lief Bug voraus vom Stapel. Dieses Verfahren wurde bei U-Booten erstmals angewandt, wegen der Länge und der Bugform wurde es dem traditionellen Heck-Voraus-Stapellauf vorgezogen. Dementsprechend fand die Schiffstaufe am Heck des Bootes statt. Taufpatin war Mrs. Mary B. Warden, die Witwe von Konteradmiral Frederick B. Warden, einem U-Boot-Kommandanten des Zweiten Weltkrieges.
Nach der Zeremonie folgte die Endausrüstung des Bootes an der Pier. Die erste Fahrt unter eigener Kraft erfolgte Ende April 1961. Jedoch gab es bereits bei den ersten Tauchgängen Probleme. So gingen Testfahrten am 30. des Monats in flachen Gewässern gut, am nächsten Tag zeigten zu Testzwecken installierte Instrumente jedoch Probleme an, weit bevor die eigentlich vorgesehene Tauchtiefe erreicht war. Der Kommandant, Commander Dean L. Axene, brach den Tauchgang ab; in der Werft wurde jedoch festgestellt, dass die Instrumente falsche Werte anzeigten. Nachdem die restlichen Tests positiv verliefen, wurde die Thresher am 3. August 1961 offiziell in die Flotte der US Navy aufgenommen.

### Erste Fahrten

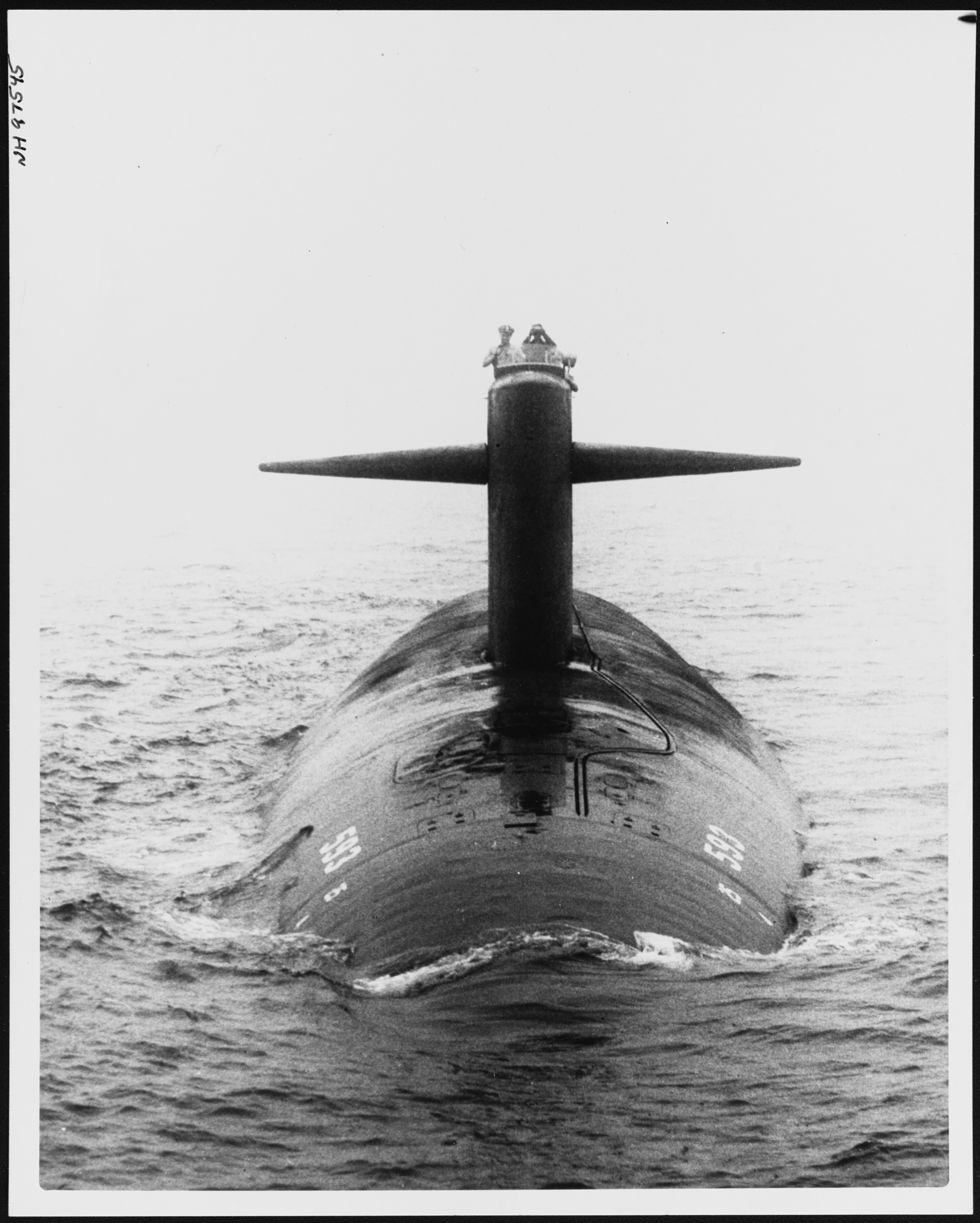
Bugansicht der Thresher …

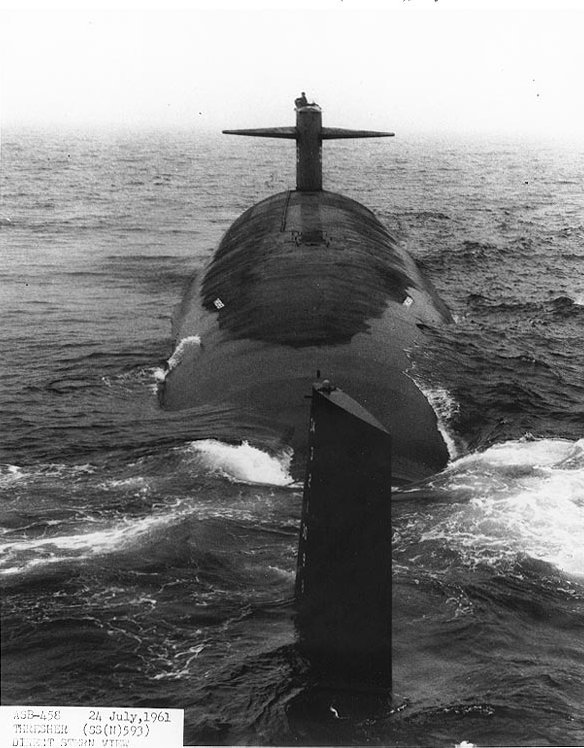
… und eine entsprechende Heck-Ansicht

Zu Beginn ihrer Dienstzeit führte die Thresher weitere Testfahrten durch. Die erste Fahrt, bei der die Navy die Lautstärke der Thresher im Einsatz bestimmen wollte, führte sie in die Gegend von Andros Island. Die Ergebnisse dieser Tests waren positiv, das Boot war sogar leiser als erwartet. Daraufhin begannen vor der Küste New Englands erste Einsatzsimulationen. Die Thresher spielte „Katz und Maus“ mit den amerikanischen U-Booten Skate und Tullibee. Nach einigen Reparaturen und Instandsetzungsarbeiten fuhr die Thresher mit dem dieselelektrischen U-Boot Cavalla nach San Juan, Puerto Rico.
Als die beiden Boote am 2. November im Hafen lagen, fuhr die Thresher ihren Reaktor herunter und bezog die Energie für Licht sowie Luftzufuhr und Kühlung von ihrem eigenen Dieselgenerator. Dies war nötig, da an Land nicht genügend Energie bereitstand, um die vor Anker liegenden Schiffe zu versorgen, wie es eigentlich Standard ist. Als der Dieselgenerator der Thresher ausfiel, bezog das Schiff seine Energie aus der Notreserve, bestehend aus großen Akkus. Spät wurde die Entscheidung getroffen, den Reaktor wieder hochzufahren, ein Prozess, der Zeit und viel Energie kostet. Deshalb wurden alle nicht lebenswichtigen Energieverbraucher abgestellt, unter anderem auch die Klimaanlage, wodurch sich Bereiche auf dem Boot auf bis zu 60 °C aufheizten. Zehn Stunden nach dem Ausfall des Generators waren die Akkus entladen, der Reaktor aber noch nicht gestartet. Daher musste die Cavalla dem Atom-U-Boot über Kabel Strom liefern, wodurch dieses den Reaktor dann erfolgreich hochfahren konnte.
Nach einigen Waffentests folgten um Weihnachten 1961 Instandhaltungsarbeiten, ab Februar 1962 dann erste Tests des Sonarsystems unter Leitung des Navy Underwater Sound Laboratory vor New London, Connecticut. Im März fuhr die Thresher simulierte Jagdeinsätze gegen die Cavalla und die Hardhead. Im April nahm das Boot Experten für U-Jagd an Bord und demonstrierte seine Fähigkeiten, wiederum gegen die Cavalla.
Die Zeit von Mitte April bis Mitte Mai verbrachte die Thresher in der Werft von Electric Boat in Groton, Connecticut, wo sie für ihre nun kommenden Erprobungen mit Messinstrumenten ausgerüstet wurde. Die Thresher sollte in Richtung Süden verlegt werden, um sogenannte „Schocktests“ durchzuführen. Dabei wird der Rumpf der Schockeinwirkung von nahen Unterwasserexplosionen ausgesetzt, um mögliche strukturelle Schwachstellen zu finden und gegebenenfalls beheben zu können. Auf dem Weg in die Region von Key West, Florida, wo die Tests stattfinden sollten, legte die Thresher in Cape Canaveral an und wurde von einem Schlepper am Ballasttank beschädigt. Der eigentlich relativ unbedeutende Schaden musste noch vor den Schocktests repariert werden; dies fand im nächsten verfügbaren Trockendock statt, das wiederum das von „EB“ in Groton war. Nach der kurzen Reparatur fanden schließlich die Tests statt. Zwei Wochen lang wurde die Thresher mit Wasserbomben beworfen, die in voreingestellten Abständen zum U-Boot explodierten. Zwischenzeitlich wurde außerdem ermittelt, ob die Tortur das U-Boot lauter gemacht hatte. Anfang Juli waren die Tests beendet, und kurz darauf lag die Thresher wieder in Portsmouth. Mitte des Monats ließ die Besatzung Familienmitglieder an Bord, die kurze Tauchgänge mitmachen durften.
Im Anschluss daran unterzog sich das Boot der sogenannten Post Shakedown Availability (PSA), einer Werftliegezeit, während der die bei den Testfahrten gefundenen Fehler und Probleme beseitigt werden sollten. Bei der Thresher war die PSA verschoben worden, da das Boot neben reinen Testfahrten bereits an Übungen teilnehmen musste, die die Leistungsfähigkeit des Bootes demonstrieren sollten. Während der neun Monate im Trockendock der Portsmouth Navy Yard in Kittery wurden Maschinen und andere Bootsteile ausgetauscht; insgesamt gab es 875 Arbeitsaufträge. Teilweise mussten dafür Löcher in den Rumpf geschnitten werden, die später wieder zugeschweißt wurden. Anfang des Jahres 1963 wurde Commander Axene auf die John C. Calhoun versetzt, neuer Skipper der Thresher wurde Lieutenant Commander John Wesley Harvey. Die Werftliegezeit dauerte bis in den April 1963.

### Untergang

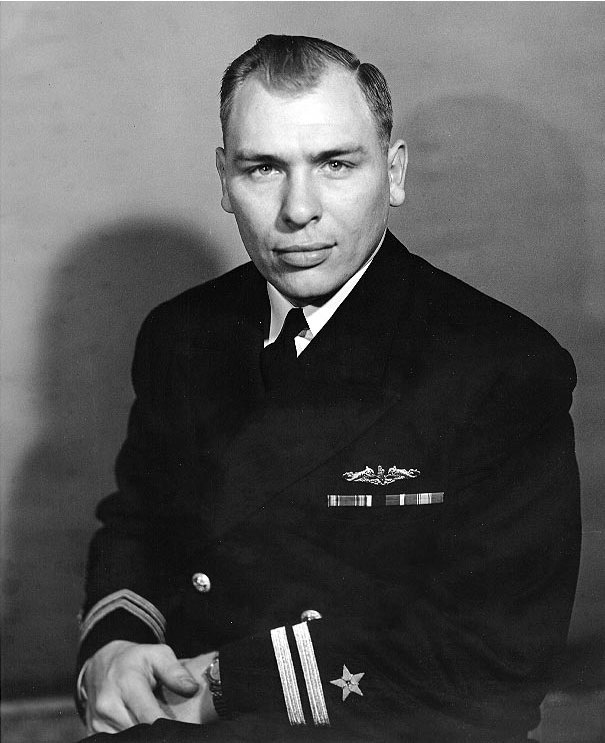
Lieutenant Commander John W. Harvey, letzter Kommandant der Thresher

Am Morgen des 9. April 1963 gegen acht Uhr legte die Thresher erstmals nach ihrer Werftliegezeit wieder von der Pier in Portsmouth ab. Das Boot sollte erste Tauchtests in flachem Wasser über dem Kontinentalschelf machen, um zu überprüfen, ob das Boot an einer der geschweißten Stellen lecke oder es sonstige Probleme gäbe. Neben der militärischen Crew befanden sich 17 Zivilisten an Bord. Dies waren Angestellte der Bauwerft und von Zulieferern. Zu den Militärs gehörten auch abgeordnete Offiziere von Küstenkommandos, die die Tauchtests verfolgen sollten. Die Gesamtbesatzungszahl betrug damit 129.
Die Thresher verließ den Hafen mit der Skylark, einem U-Boot-Rettungsschiff, das Menschen aus U-Boot-Wracks befreien konnte, sofern diese nicht tiefer als 850 Fuß (250 Meter) lagen. Außerdem blieb die Skylark über eine Gertrude, ein „Unterwassertelefon“, mit dem getauchten U-Boot in Kontakt. Ein solches Vorgehen war Standard bei Tauchtests von neuen oder gerade erst überholten U-Booten.
Die ersten Tauchversuche an diesem Morgen, die östlich von Boston, Massachusetts, stattfanden, verliefen problemlos. Daraufhin vereinbarten die beiden Schiffe einen Punkt etwa 220 Seemeilen östlich von Cape Cod, wo sie sich am nächsten Morgen treffen wollten. Dort war der Meeresgrund tief genug, so dass die Thresher ihre größte Tauchtiefe erreichen könnte. Die Schiffe trafen sich am 10. April 1963 um 06:35 Uhr. Der Treffpunkt lag bei 41° 46′ N, 65° 3′ W. Um 07:47 Uhr begann die Thresher den Abstieg, der sie auf bis zu 400 Meter Tiefe führen sollte. Dabei sollte das Boot häufiger Zwischenstation machen und die Besatzung nach Lecks oder anderen Problemen suchen. Um 07:52 Uhr geschah dies auf 400 Fuß (125 Meter) Tiefe. Um 08:09 Uhr war die Thresher auf 650 Fuß (200 Meter) abgesunken, um 08:35 Uhr durchschritt sie 1.000 Fuß (300 Meter). Um 08:53 Uhr befand sich das Boot nahe der maximalen sicheren Tauchtiefe von 1.300 Fuß (400 Meter).
Um 09:13 Uhr wurde auf der Skylark schließlich eine unklare Nachricht empfangen, die heute als die letzten klar verständlichen Worte gelten, die von der Thresher empfangen wurden:

“We are experiencing minor difficulties, have positive up-angle, and are attempting to blow”

„Wir haben kleine Probleme, haben positiven Anstellwinkel, versuchen anzublasen.“

Dies bedeutet, dass der Kommandant nach kleineren Problemen die Tiefenruder benutzte, um das Boot am Bug zu heben und so Richtung Oberfläche zu steuern. Zusätzlich ließ er „anblasen“, also Druckluft in die Ballasttanks des U-Bootes einströmen, die während des Tauchgangs mit Seewasser gefüllt sind, um so den statischen Auftrieb zu erhöhen. Um 09:18 Uhr empfing die Skylark einen letzten Spruch, der komplett unverständlich war. Einige Besatzungsmitglieder meinen, die Worte „(exceeding) test depth“ (‚(Überschreiten) sichere Tauchtiefe‘) gehört zu haben, andere sprechen von „nine hundred north“ (‚Neunhundert Nord‘). Kurz darauf hörte die Skylark Geräusche, die Besatzungsmitglieder als von unter dem Wasserdruck zusammenbrechenden Schotten herrührend interpretierten.

## Suche nach dem Wrack

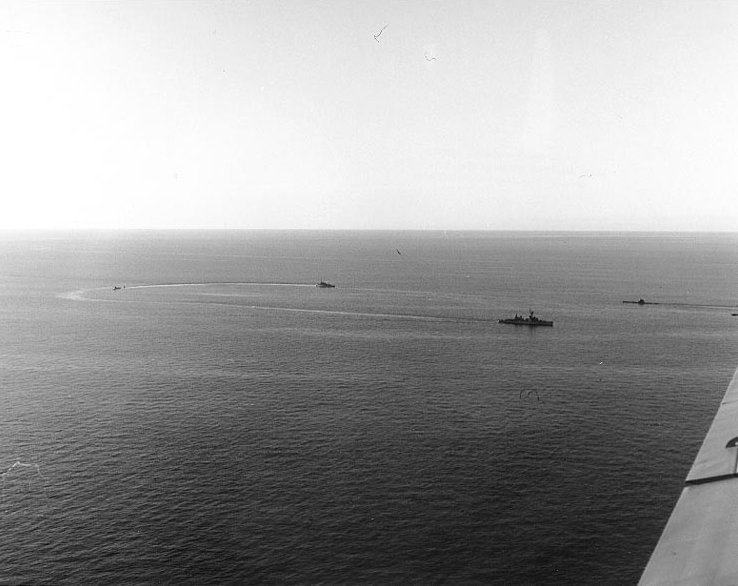
Suche nach der Thresher

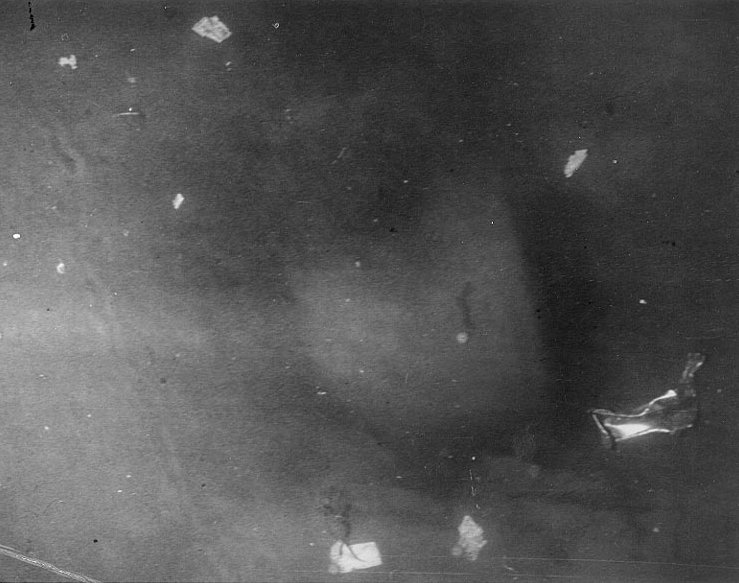
Auf dem Grund des Ozeans gefundene Trümmer

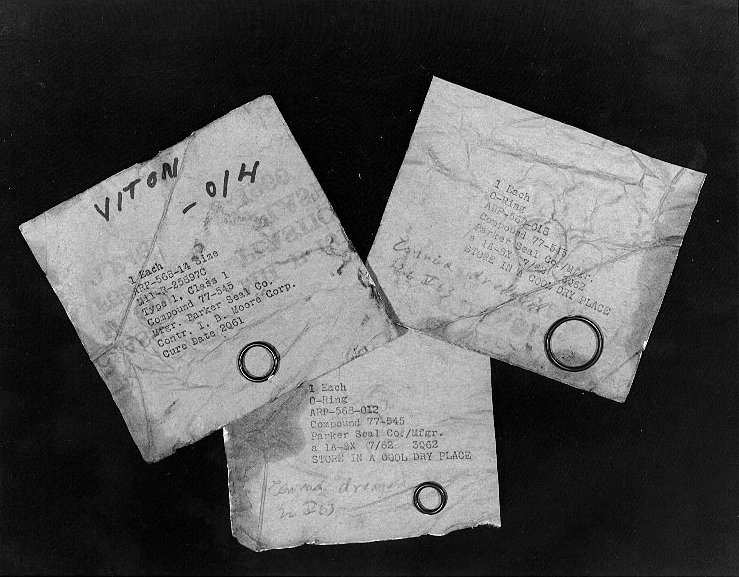
Die gefundenen O-Ringe

Nachdem die Kommunikation mit der Thresher abgebrochen war, setzte die Skylark einen Funkspruch an die Navy ab und begann mit der Suche nach dem U-Boot. Mittags erreichten Seeaufklärer die Stelle der Vorkommnisse, nachmittags dann auch weitere U-Boote sowie Zerstörer und Kreuzer. Ein weiteres U-Rettungs-Schiff, die Recovery, half ebenfalls bei der Suche. Die beiden Rettungsschiffe fanden bald kleinere Ölteppiche und Trümmerteile auf der Oberfläche, was schlimmste Befürchtungen nährte. Um 20 Uhr gab die Navy eine Pressemitteilung heraus, dass ein U-Boot „überfällig“ sei und „mutmaßlich vermisst“ werde. Admiral George W. Anderson gab um 21:30 Uhr ein Fernsehinterview. Der damalige Chief of Naval Operations erklärte, dass der Meeresgrund in der fraglichen Gegend 8.400 Fuß (2.560 Meter) tief sei und dies eine Rettung der Besatzung unmöglich mache, falls das U-Boot gesunken sei. Letzte Hoffnung sei, dass die Funkgeräte der Thresher defekt wären und das Boot nach einem möglichen Erreichen der Wasseroberfläche in der Brandung nicht zu erkennen gewesen wäre und daher den Hafen allein angesteuert hätte. Außerdem berichtete er von dem entdeckten Öl und den Trümmern, die allerdings kein eindeutiger Hinweis auf das Sinken darstellten, da eine klare Zuordnung zu dem U-Boot nicht möglich gewesen sei.
In der Nacht erreichten weitere Schiffe die Gegend und suchten nach der Thresher, fanden aber weiterhin kein Lebenszeichen des Bootes. Um 10:30 Uhr am nächsten Morgen gab Admiral Anderson eine Pressekonferenz, auf der er offiziell den Verlust der Thresher erklärte. Währenddessen hatte die Atlantis II, ein Tiefsee-Forschungsschiff der Woods Hole Oceanographic Institution, die Unglücksstelle erreicht. Die Testinstrumente dieses Schiffes bestätigten erste Messungen, bei denen keine erhöhte Radioaktivität in der Region und an den Trümmern gemessen wurde. Die Atlantis II und mehrere ähnliche Schiffe fanden in den folgenden zehn Tagen mit Unterwasserkameras und Echoloten rund ein Dutzend Unregelmäßigkeiten auf dem Meeresgrund, die das Wrack der Thresher hätten sein können, jedoch blieben nähere Überprüfungen der Stellen ohne Erfolg.
Um den Abstieg der Thresher besser nachvollziehen zu können, versenkte die Navy am 26. April eine alte Autokarosserie, verlor jedoch während des Sinkens den Sonarkontakt. Daraufhin wurden Planungen begonnen, ein außer Dienst gestelltes U-Boot zu versenken. Die Toro wurde mit Sonarreflektoren versehen und sollte am 20. Mai kontrolliert versenkt werden. Kurz zuvor fand man jedoch am Meeresgrund ein erstes Trümmerfeld und sagte den Versuch ab. Das Forschungsschiff Conrad zog Schlepptrossen mit kleinen Netzen über den Meeresgrund und konnte dabei am 27. Mai drei Packungen O-Ringe bergen, die auf Schiffen zum Abdichten von Hydraulikgeräten dienen. Die Lagernummer auf einem der Beutel konnte klar der Thresher zugeordnet werden.
Dies waren die ersten Teile, die mit Sicherheit dem U-Boot zugeordnet werden konnten. Jedoch konnten auch daraufhin keine Fotos des Wracks gemacht werden. Erst Mitte Juni konnte die Conrad Bilder eines Rohres und einer Metallplatte anfertigen. Daraufhin setzte die Navy den Bathyscaph Trieste ein, das kurz nach dem Unglück nach Boston transportiert worden war.
Am 24. Juni tauchte die Trieste das erste Mal, fand jedoch keine Spur des Wracks. Ein weiterer Tauchgang fand am 26. Juni statt, wobei ein Sonarkontakt mit einem 60 Fuß (18 Meter) langen Metallstück hergestellt werden konnte, nach dem Verlust des Kontaktes konnte es jedoch nicht wieder aufgefasst werden. Auch am nächsten Tag blieb das Objekt unauffindbar, dafür wurden Teile mit der sichtbaren Aufschrift „SSN-5“ gefunden. Am 29. Juni konnte das Tieftauchboot zwei Krater im Schlick des Meeresgrundes ausmachen. Am 30. Juni traten Fehlfunktionen an Bord der Trieste auf, so dass sie zurück nach Boston geschleppt werden musste. Erst am 23. August konnten die Tauchfahrten wieder aufgenommen werden. Am 24. August und in den darauffolgenden Tagen konnten von Bord der Trieste Nahaufnahmen des Wracks der Thresher angefertigt werden (Position 41° 46′ N, 65° 3′ W). Am 28. August hatte die Trieste eine Rohrleitung und weitere Metallteile geborgen, die zur Thresher gehörten. Nach genauer Überprüfung der Fotos gab die Navy am 5. September schließlich bekannt, es seien Rumpfteile der Thresher gefunden worden und dass die großangelegte Suche daher beendet werden könne.
Während der gesamten Suche befanden sich sowjetische Frachtschiffe und Fischtrawler in der Gegend und kamen den amerikanischen Schiffen zeitweise sehr nahe. Gerade da die US Navy alle zivilen Schiffe gebeten hatte, einen Umkreis von 25 Meilen um das Suchgebiet zu meiden (damit sollte verhindert werden, dass ein anderes Schiff die Trieste beim Auftauchen rammen könnte oder ins Meer geworfener Müll das getauchte Boot beschädigt), liegt der Verdacht nahe, dass diese Schiffe Geheimdienstmaterial über die Suche und die dabei eingesetzten Technologien sammeln sollten.
1964 schickte die Navy noch das speziell dafür ausgerüstete Schiff Mizar zur Unglücksstelle im Atlantik, um weitere Fotos vom Wrack aufzunehmen, was mit einer speziellen Tiefseesonde auch gelang.
1985 finanzierte die US Navy die Suche des Tiefseeforschers Robert D. Ballard nach der Titanic unter der Bedingung, auch die beiden in den 1960er-Jahren gesunkenen U-Boote Scorpion und Thresher zu untersuchen.

## Ursache

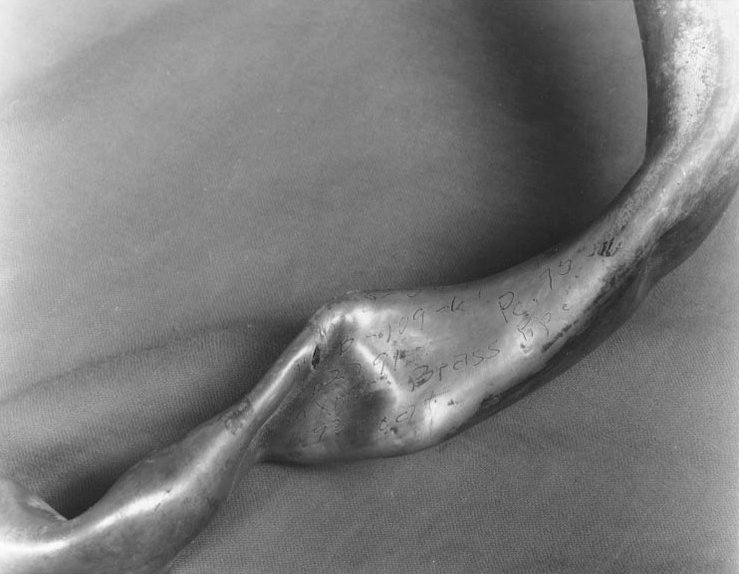
Eine vom Wasserdruck verdrehte Rohrleitung, wie sie für das Unglück verantwortlich gewesen sein könnte

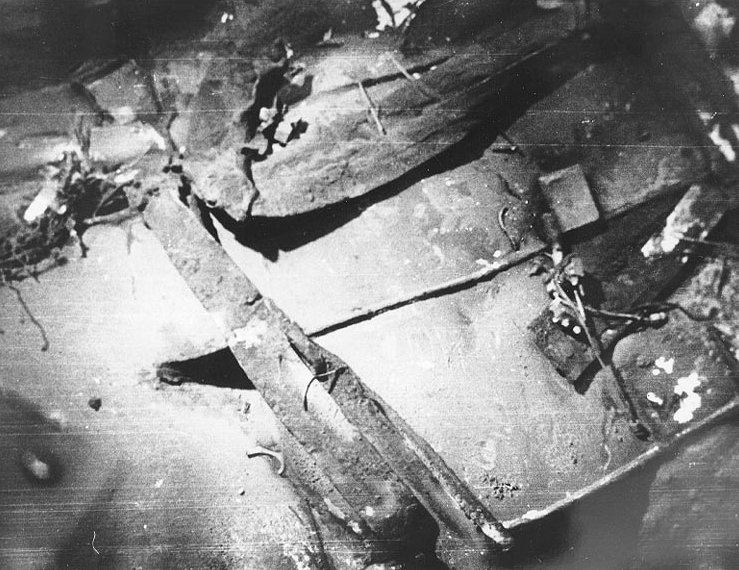
Bild des vom Wasserdruck völlig zerstörten Rumpfes

Was zum Untergang der Thresher geführt hat, wurde nie mit Sicherheit geklärt. Ausgeschlossen werden können Explosionen jeglicher Art. Das Boot befand sich auf einer Erprobungsfahrt und war daher komplett unbewaffnet, eine unkontrollierte Nuklearexplosion im Reaktor war physikalisch nicht möglich. Ein Torpedoangriff eines dritten Schiffes oder Bootes kann ebenfalls ausgeschlossen werden, da die Skylark die Detonation der Waffe hätte hören müssen. Mit großer Sicherheit ausgeschlossen werden kann auch eine mögliche Kollision, da keine anderen U-Boote in der Region aufgefasst wurden.
Als wahrscheinlichste Ursache gilt der Bruch einer Rohrleitung, die Seewasser zur Kühlung des Reaktors durch den Druckkörper transportierte. Diese Leitungen waren mit Silber aneinandergelötet statt zusammengeschweißt, was bei dem in 400 Metern Tiefe herrschenden Druck sicherer gewesen wäre. Nach Problemen mit Silberlötstellen auf anderen Booten in der Flotte wurde bereits 1961/1962 entschieden, dass Rohre, die dem Außendruck des Wassers ausgesetzt sind, geschweißt werden müssen. Auch auf der Thresher wurden bei Ultraschalltests während der Überholung bei Stichproben 14 Prozent der Lötstellen als unzureichend deklariert, eine Überprüfung aller Lötstellen oder eine Reparatur der gefundenen fehlerhaften Verbindungen erfolgte jedoch nicht. So scheint eines dieser Rohre, vermutlich im Maschinenraum, geborsten zu sein, woraufhin das einbrechende Wasser einen Kurzschluss auslöste, durch den der Reaktor sich automatisch notabschaltete. Der Verlust des An- und damit des Vortriebes hätten in Verbindung mit dem Auftriebsverlust durch den Wassereinbruch das Sinken der Thresher bewirkt.
Darauf würde der Kommandant, wie in seiner letzten Nachricht angekündigt, ein Notanblasmanöver starten. Aus diesen Tiefen jedoch war ein solches Anblasmanöver nie durchgeführt worden. Erst Jahre später, als das Schwesterboot der Thresher, die Tinosa, dementsprechende Tests durchführte, wurde klar, dass dabei Probleme auftreten können, die verhindern, dass die Druckluft in den Ballasttank gedrückt werden kann. Durch den Joule-Thomson-Effekt kühlte sich die Druckluft stark ab, als sie das Rohrsystem durchströmte und sich dabei ausdehnte. Dadurch gefror in den Leitungen kondensiertes Wasser zu Eis. Dieses verstopfte in Ventilen installierte Filter, so dass nach kurzer Zeit kein Wasser mehr aus den Tanks verdrängt werden konnte. Durch den damit nicht ausgleichbaren Auftriebsverlust sank das Boot letztlich über seine Zerstörungstiefe von rund 1950 Fuß (600 Meter) ab und wurde vom Wasserdruck zerquetscht. Das Wrack wurde dabei während des Abstieges in mehrere Teile gerissen. Dass der Druckkörper der Thresher noch während des Sinkens intakt war und erst während des Abstiegs zerdrückt wurde, wird auch durch die Geräusche deutlich, die auf der Skylark von Sonaroperatoren vernommen wurden. Diese kannten durch ihren Dienst im Zweiten Weltkrieg die ähnlichen Geräusche der unter Wasserdruck brechenden Schotten.

## Untersuchungen
Bereits am 13. April begann die Navy ein Untersuchungsverfahren, bei dem in acht Wochen 120 Zeugen gehört wurden. Insgesamt füllten die Aussagen 1.700 Seiten Papier. Auch vor dem Kongress der Vereinigten Staaten fand eine Anhörung vor dem Joint Committee on Atomic Energy statt, dessen Bericht in Buchform auf 192 Seiten veröffentlicht wurde. Die Verfahren kamen zu dem Ergebnis, dass die oben genannte Ursache als am wahrscheinlichsten einzuschätzen sei (auch wenn die Auswirkungen des Joule-Thomson-Effekts auf U-Boote in großen Tiefen zu diesem Zeitpunkt noch unbekannt waren). Wörtlich hieß es in der Pressemitteilung, die der Untersuchungsausschuss der Navy am 20. Juli 1963 herausgab:
A flooding casualty in the engine room is believed to be the „most probable“ cause of the sinking of the nuclear submarine USS THRESHER, lost April 10, 1963, 220 Miles east of Cape Cod with 129 persons aboard.
The Navy believes it most likely that a piping system failure had occurred in one of the THRESHER’s salt water systems, probably in the engine room. The enormous pressure of the sea water surrounding the submarine subjected her interior to a violent spray of water and progressive flooding. In all probability water affected electrical circuits and caused loss of power.
[…]
Among its opinions, the Court stated that „the evidence does not establish that the deaths of those embarked in THRESHER were caused by the intent, fault, negligence or inefficiency of any person or persons in the naval service or connected therewith.“
(dt.:
Es wird angenommen, dass ein Wassereinbruch im Maschinenraum der „wahrscheinlichste“ Grund für das Sinken des Atom-U-Bootes USS THRESHER ist, verloren am 10. April 1963, 220 Meilen östlich von Cape Cod mit 129 Personen an Bord.
Die Navy hält es für am wahrscheinlichsten, dass ein Rohrleitungsdefekt in einem der Salzwassersysteme der THRESHER aufgetreten ist, vermutlich im Maschinenraum. Der enorme Druck des das U-Boot umgebenden Seewassers setzte ihr Inneres einem heftigen Sprühen von Seewasser und fortschreitender Flutung aus. Höchstwahrscheinlich griff das Wasser elektrische Schaltkreise an, was zu einem Stromausfall führte.
[…]
Unter anderem gab der Ausschuss die Einschätzung ab, dass „die Indizien nicht erhärten, dass der Tod der auf der THRESHER Fahrenden durch Absicht, Fehler, Nachlässigkeit oder Schluderei von Personen im Dienst der Navy oder damit verbundenen Personen ausgelöst worden wäre.“)
Der Untersuchungsausschuss schließt damit also menschliches Versagen, sowohl in den Werften als auch an Bord der Thresher, explizit aus. Ebenso verneint wurde ein grundsätzlicher Designfehler der Thresher-Klasse, angemahnt wurde dafür aber, Systeme, die dem Wasserdruck ausgesetzt sind, besser zu kontrollieren und deren Konstruktion zu überdenken sowie Schiffssicherung auch unter extremen Bedingungen wie Wassereinbrüchen besser zu trainieren.

## Folgen

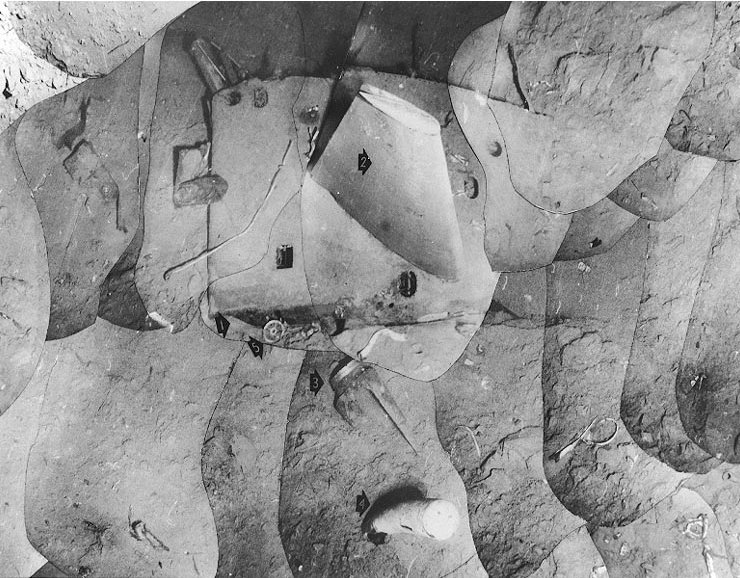
Mosaikbild des abgerissenen Turms

Das Unglück hatte mehrere teils signifikante Folgen für die Navy.
Nach dem Verlust der Thresher startete Admiral Hyman Rickover ein SUBSAFE genanntes Programm, mit dem er die Qualitätssicherung beim Bau von Atom-U-Booten stärker in den Vordergrund rückte. Besonders wurde dabei auf die Verarbeitung von allen Teilen, die dem Wasserdruck ausgesetzt sind, geachtet. Außerdem begann die Navy damit, Tiefseerettungsboote, sogenannte Deep Submergence Rescue Vehicles (DSRV), zu entwickeln. Mit diesen Booten sollte die Navy in die Lage versetzt werden, Überlebende aus Tiefen von bis zu 5.000 Fuß (1.500 Meter) zu retten. 1970 wurde das erste von zwei Booten der sogenannten Mystic-Klasse in Dienst gestellt.
Folgen für die Umwelt hatte der Unglücksfall hingegen nicht. Nach dem Sinken trat in der Region keine erhöhte ionisierende Strahlung auf, was zeigt, dass die Reaktorkammer dem Druck des Wassers gewachsen ist. Die Navy versicherte außerdem, dass das Seewasser die Kammer auch auf lange Sicht nicht schädigen könne. Dies ist insofern durchaus bedeutend, als das Wrack der Thresher in den nördlichen Ausläufern des Golfstroms liegt.